# Zapomenuté světlo
Zapomenuté světlo je jedna z nejznámějších knih Jakuba Demla, ten ji vydal vlastním nákladem v roce 1934. Kniha byla krátce po vydání zabavena úřady. Autor se proti tomu odvolal, kniha pak byla uvolněna, ale zůstalo v ní začerněno celkem devět pasáží. První necenzurované vydání pochází až z roku 1985.
Zapomenuté světlo je souborem vzájemně propojených esejů. Jako jednotící prvek lze chápat osobu Bohumila Maliny Ptáčka, jehož pochvalný dopis knihu uvádí a na nějž Deml odpovídá. Na atmosféře knihy se podepsala smrt Pavly Kytlicové, Otokara Březiny a Marie Zezulové – Deml ji v textu jmenuje "Zezulka" – selky, ke které měl Deml velice vřelý vztah. Lingvista Roman Jakobson o knize dokonce prohlásil: „Vedle středověkého Tkadlečka a díla Boženy Němcové nejtragičtější česká kniha.“ Deml si také neodpustil nejednu ironickou poznámku na adresu svých kritiků, katolického kléru nebo svých někdejších přátel Josefa Floriana a Jaroslava Durycha.
V roce 1996 vznikl velmi volně na motivy knihy stejnojmenný film s Boleslavem Polívkou v hlavní roli. Děj filmu je přenesen do konce 80. let 20. století a hlavní hrdina – kněz z venkovské farnosti kdesi v severočeských horách – prožívá postupné umírání ženy, ke které měl, podobně jako Deml k "Zezulce", velmi vřelý vztah. V ostatních motivech (odpor k mocipánům a snaha o záchranu chátrajícího kostela) se film s Demlovým dílem však naprosto rozchází.
V roce 2008 uvedlo brněnské Divadlo U stolu dramatizaci díla v režii Františka Derflera.
V roce 2018 uvedlo ostravské Divadlo Petra Bezruče dramatizaci díla podle Jakuba Nvoty v režii Janky Ryšánek Schmiedtové.